# 小行星2438
小行星2438（2438 Oleshko）是一颗围绕太阳公转的小行星。1975年11月2日，塔瑪拉·斯米爾諾娃在克里米亚发现了此天体。
該小行星以俄羅斯游擊隊員瓦倫蒂娜·約瑟福夫娜·奧列什科（Valentina Iosifovna Oleshko）命名。
这颗小行星的绝对星等为170.70434等。